# 로빈슨크루소섬

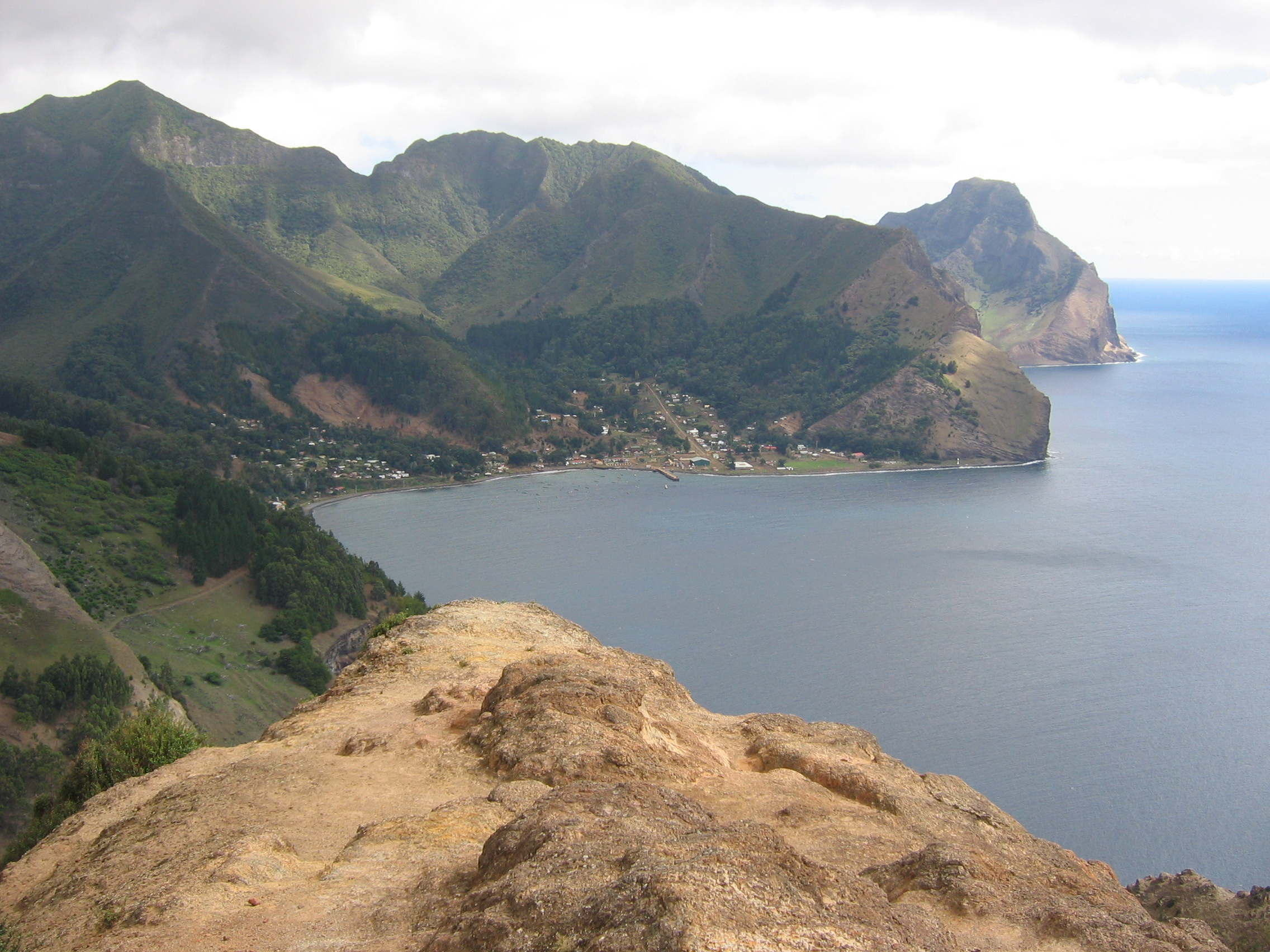

로빈슨크루소섬(스페인어: Isla Robinson Crusoe)은 후안페르난데스 제도에서 가장 큰 섬이다. 원래 이름은 마스아티에라섬(Más a Tierra, "육지에 가까움") 또는 아과스부에나스섬(Aguas Buenas, "좋은 물")이었다. 남아메리카 대륙에서 서쪽으로 약 600 km 떨어져 있다.
1704년, 스코틀랜드의 선원 알렉산더 셀커크가 이 섬에서 4년 4개월 동안 표류를 하다가 탈출했다. 이 이야기는 많은 작가들에게 영감을 주어 대니얼 디포는 장편 소설 《로빈슨 크루소》(1719)를 쓰기도 했다. 1966년 칠레 정부는 이 섬의 이름을 소설의 이름을 따라 "로빈슨크루소"로 공식적으로 바꾸었다.